# Руська Цильна
Руська Цильна (рос. Русская Цильна) — село в Цильнинському районі Ульяновської області Російської Федерації.
Населення становить 337 осіб. Входить до складу муніципального утворення Мокробугурнинське сільське поселення.

## Історія
Від 2004 року входить до складу муніципального утворення Мокробугурнинське сільське поселення.

## Населення
| 2010 |
| ---- |
| 337  |